# Alice in Wonderland (album)
Pour les articles homonymes, voir Alice au pays des merveilles (homonymie).
Albums de Neuschwanstein
Battlement
(1979) Fine Art
(2016)
Alice in Wonderland est un album du groupe allemand Neuschwanstein dans le style du rock progressif. Prévu à l'origine comme bande démo en 1976, il a été publié en CD par le label français Musea en 2008. En 2022, une nouvelle édition a été publiée avec des textes parlés en anglais.

## Historique
Thomas Neuroth et Klaus Mayer, tous deux élèves de l'ancien lycée de Völklingen, Sarre, s'y sont rencontrés au début des années 1970. Leurs modèles musicaux sont Rick Wakeman (ses albums solo), King Crimson et Genesis de l'époque Peter Gabriel. Les albums de Wakeman The Six Wives of Henry VIII et Journey to the Centre of the Earth l'ont particulièrement impressionnée. En raison de leur formation musicale classique (Thomas Neuroth a appris le piano, Klaus Mayer la flûte traversière) et de leur passion pour le rock progressif symphonique, ils ont décidé de créer un groupe afin de concrétiser leurs idées musicales. Le résultat fut la création de Neuschwanstein.
Après plusieurs changements de personnel, une forme plus solide du groupe s'est peu à peu mise en place. Outre Neuroth et Mayer, le groupe se composait désormais en 1974 d'Udo Redlich (guitare), Hans Peter Schwarz (batterie) et Uli Limpert (guitare basse). La forte impression que le Journey to the Centre of the Earth de Rick Wakeman a laissée à Neuroth et Mayer les a incités à composer eux aussi un long morceau de musique instrumentale. Ils ont ensuite travaillé à l'adaptation musicale du célèbre roman Alice in Wonderland de Lewis Carroll et ont choisi ce conte pour son atmosphère et sa fantaisie, qui se prêtaient à une musique élaborée et suggestive. L'idée ainsi que les premières tentatives de mise en œuvre de la pièce avaient toutefois déjà vu le jour en 1970, il ne manquait que l'impulsion finale. La première de cette pièce musicale de 40 minutes eut lieu en 1974 au lycée Marie Luise Kaschnitz de Völklingen. En 1975, Neuschwanstein a ainsi remporté un concours de groupes au Théâtre national de la Sarre à Sarrebruck. Ils enchantèrent le public par la richesse orchestrale et mélodique de leur arrangement,.
Dans cette formation, Neuschwanstein ne s'est pas contenté de peaufiner sa musique, il a également imaginé une décoration de scène élaborée ainsi que des effets visuels complexes avec des masques et des costumes, à l'instar de ceux utilisés à l'époque de Peter Gabriel pour Genesis. Des diapositives ont même été projetées au fond de la scène, Limpert et plus tard Weiler récitant les séquences de chansons, entrecoupées d'illustrations de l'histoire. Un décor de forêt a même été installé sur la scène, avec un rideau imprimé derrière les illustrations projetées. Des couleurs phosphorescentes avaient été peintes sur les feuilles des arbres, de sorte qu'elles brillaient dans l'obscurité. Les masques des musiciens correspondaient à leurs rôles dans l'histoire : Neuroth était par exemple le magicien, Weiler le griffon. Bien que le temps et l'argent fassent constamment défaut, la représentation de Neuschwanstein était étonnante et très professionnelle pour des « matadors locaux »,.
En 1975, deux nouveaux membres rejoignirent le groupe, Rainer Zimmer, qui remplaça Uli Limpert à la basse, et Roger Weiler, qui remplaça Udo Redlich à la guitare.

« Nous voulons faire musique qui va à l'encontre des styles musicaux habituels, comme le rock, le jazz ou autres. Bien sûr, nous nous laissons influencer, mais ni plus ni moins que tout autre musicien qui écoute lui-même beaucoup de musique. Chez Neuschwanstein, nous n'accordons pas d'importance à l'improvisation. Nous nous considérons moins comme des interprètes créatifs, mais […] plutôt comme des constructeurs créatifs. L'improvisation est généralement liée à l'émotion et ne garantit pas toujours un résultat optimal. Sans copier Genesis ou Wakeman, nous voulons présenter au public plus qu'une simple chanson, mais un plaisir pour les oreilles et les yeux. »

— Thomas Neuroth, Interview avec le magazine musical sarrois GUCKLOCH, 12/76
Les réactions du public au spectacle scénique et à la musique ont été à la hauteur : c'était la première fois qu'un groupe de rock allemand présentait un morceau de musique aussi long avec des décors, des costumes, des mascarades et des effets spéciaux. Les petites pannes n'ont toutefois pas été épargnées. Ainsi, dès son premier concert avec le groupe, Weiler a eu la malchance de faire tomber son masque de griffon avec son grand et lourd bec. Il avait mis le masque trop frénétiquement avant le concert et ne l'avait pas attaché correctement.
En avril 1976, Neuschwanstein a réservé un petit studio d'enregistrement près de Sarrebruck pour enregistrer son Alice in Wonderland sur bande. Cet enregistrement était destiné à servir de bande démo pour les organisateurs potentiels. Ce n'est que 32 ans plus tard, en 2008, que le label français Musea a publié pour la première fois la bande démo sur CD. Cette bande est restée longtemps sous forme de cassette musicale dans le placard du guitariste, Roger Weiler. Au début des années 2000, Weiler a parlé de cette cassette aux responsables de Musea, qui s'y sont immédiatement intéressés. La qualité du son était certes plus que modeste, mais Musea était confiant de pouvoir amener la bande à un niveau technique acceptable. Le grand intérêt de Musea reposait également sur le fait que l'album « officiel » de Neuschwanstein Battlement était l'album le plus vendu dans le catalogue de Musea,.
Malgré des critiques en réalité majoritairement positives, Thomas Neuroth estime que :

« Alice in Wonderland, c'est du cœur et de l'enthousiasme, du charme et de l'ambition. Un premier roman, inachevé et plein de défauts. Alice in Wonderland était conçu pour l'instant et pour l'éphémère. Je n'aurais jamais pensé qu'il serait publié un jour. »

— Thomas Neuroth, janvier 2022
D'un point de vue actuel, Neuschwanstein a ouvert la voie à de nombreux autres groupes de rock progressif allemands avec cet album. « C'est presque un modèle pour l'idée d'un tel album, typique de l'âme allemande des poètes/penseurs des années 70. »
Peu après l'enregistrement, Frédéric Joos (de France) a rejoint le groupe en tant que nouveau chanteur, dont la voix rappelait beaucoup celle de Peter Gabriel, mais aussi celle du chanteur Strawbs Dave Cousins. En 1978, le groupe enregistra son premier album Battlement dans les studios de Scorpions à Cologne, avec lequel il connut un succès inattendu en 1979. Au milieu de la new wave et du punk, il survécut comme l'un des rares bons albums de groupes de rock progressif allemands.

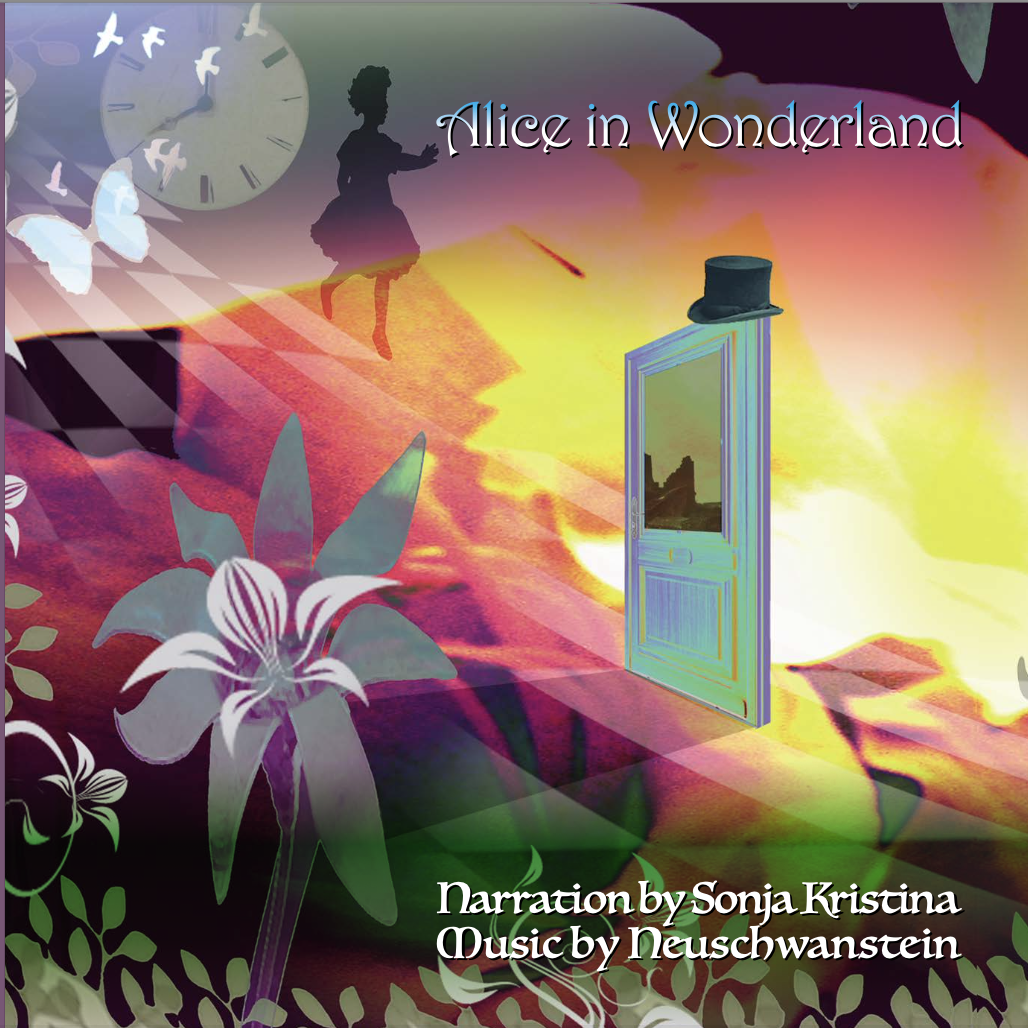
Pochette de la nouvelle édition de 2022

Le 18 novembre 2022, une réédition a été publiée 46 ans plus tard par le label Explore Rights Management (un sous-label de Cherry Red Records). Comme la bande utilisée pour la version CD de Musea de 2008 était une copie sur cassette, on a essayé de retrouver la bande master originale. En fait, diverses bobines de bandes sonores ont été redécouvertes chez le guitariste Roger Weiler, mais elles se sont toutes avérées vides. Les anciens enregistrements ont été restaurés à grands frais, l'équipe de production ayant bénéficié d'un nouveau logiciel sans lequel le projet aurait été condamné dès le départ. Comme la voix du narrateur et la musique étaient mélangées, il fallait d'abord filtrer la voix de la musique. Les premiers essais n'ont pas été satisfaisants, mais un nouveau logiciel piloté par l'IA, AudioShake, de supprimer complètement la narration sans endommager les traces de l'arrière-plan. La narration est tirée directement du livre original, ce qui permet de réduire les adaptations au minimum, mais certains des accès de colère du Chapelier fou sont empruntés à d'autres chapitres, afin de réduire le nombre de Passagen chantés théâtralement nécessaires pour s'adapter à la musique. Les textes sont réinterprétés par Sonja Kristina, chanteuse de Curved Air. La pochette a été légèrement modifiée et le livret remanié.

## Musiciens
- Thomas Neuroth – Instrument à clavier
- Klaus Mayer – Flûte
- Roger Weiler – Guitare électrique
- Rainer Zimmer – Guitare basse
- Hans Peter Schwarz – Batterie

## Liste des titres
| No | Titre                    | Durée |
| -- | ------------------------ | ----- |
| 1. | White rabbit             | 1:17  |
| 2. | Gate To Wonderland       | 2:13  |
| 3. | Pond Of Tears            | 2:45  |
| 4. | Old Father's Song        | 8:31  |
| 5. | Five-O'Clock Tea         | 6:49  |
| 6. | Palace Of Wonderland     | 12:05 |
| 7. | The Court Of The Animals | 5:01  |
| 8. | Alice's Return           | 2:05  |